# Гръцки национализъм
Гръцкият национализъм е израз на национално чувство, датиращо от времето на „историческия компромис“ между елинистите от Елада и фанариотите по признаването на църквата на Гърция – на 29 юни 1850 г., с който се слагат и основите му. Концепцията предвижда да обедини всички гърци в една национална държава със столица – Константинопол, а не Атина. Терминът стъпва, но и видоизменя семантично на употребената предходно през 1844 г. от Йоанис Колетис – Мегали идея. Мегали идеята под различните форми гръцки национализъм доминира изцяло външната политика и вследствие на вътрешната политика на Гърция: от 1850 г., през кипърския проблем в годините 1970 – до предходните Балкански войни от началото на ХХ век. Основният враг на Гърция в реализацията на вече изцяло гръцката Мегали идея е Османската империя и след това Турция.
Гръцката Мегали идея противопоставя Гърция не само на Високата порта и силите, които през средата на XIX век държат за целостта на Османската империя. Тя противопоставя гърците и на повечето балкански нации, имащи или още не, свои национални държави. На основата на тази идея се ражда гръцкият мегаломански национален стереотип, който съдържа в себе си самочувствието за превъзходство над „другите“ – Гърция е страна с минало величие, пряк наследник на древна Елада и средновековна Византия, тя първа става независима държава на Балканите и първа формулира своята национална доктрина и пр. Следва в случая да се отбележи, че в този гръцки национален стереотип непрекъснато присъстват два компонента: османският фактор като обект на политиката, опасност и конкуренция, от една страна, и славянският фактор като претендент за османското наследство или част от него, от друга. И съвсем естествено отношенията както с Османската империя, така и с балканските национални държави и нации са по-скоро негативни, отколкото позитивни.

## Задачи на националната идеология
- Географски обхват на „Мегали идея“:

-	съществуват различни виждания, в зависимост от използвания критерии:
културно и икономическо влияние на гръцкия елемент
историческите граници на империята на Ал. Македонски
Византийската империя
максималистичните идеи включват: Гърция, Епир, Тесалия, Македония, Тракия, Албания, Крит, Егейските, Йонийските о-ви + Сърбия, България, Дакия, цялото Източно Средиземноморие, Мала Азия, Сирия и всички области, в които живее „големият гръцки народ“
Отделяне на „Мегали идея“ от конкретната външна политика и превръщането и в по-скоро в символ, отколкото в реална програма
- Времевото единство на гръцката история – така да се оправдаят претенциите за създаване на Велика Гърция

-	Я. Ф. Фалмерайер (немски историк): отрича връзката м/у създадената новогръцка държава и Древна Гърция
Тази задача е изключително важна за гръцката интелигенция, която вижда в тезата на Фалмерайер заплаха, за същността на Мегали идея. Пред историческата наука е поставено предизвикателството да я докаже и да и придаде всенародно значение.

## Учени, интелектуалци и политици, които допринасят за изграждането на всеобхватната национална митология, която механизмите на държавата налагат на гръцкото общество като „Мегали идея“
- Йоанис Колетис

Ян. 1844 г.: за пръв път термина „Мегали идея“е употребен, с цел да се обоснове необходимостта от единство на автохтонните и етерохтонните гърци
Основен постулат: свободната гръцка държава трябва да се възприема само като ядро, около което ще се обединят гърците, за да възстановят териториалната цялост, военната сила и културното превъзходство на единна гръцка империя
Основна цел: създаването на голяма гръцка държава, която да доминира в Югоизточна Европа и в Източното Средиземноморие
Сред историците, с най-голям принос за създаването на цялостна теоретична концепция за историята на гърците се открояват имената на
- Спиридон Замбелиос:

Теза: непрекъснатостта на гръцката история от Античността до Новото време; периоди от историческото развитие на гърците: Класическата Древност, Империята на Александър Велики, Византийската империя
Църквата: чрез християнството доказва продължителността на гръцкото национално съществуване
Основна цел: да докаже изключителната мисия на гръцкия народ, който обединява в себе си античната и християнска традиция и поради това е предопределен да донесе мъдрост и цивилизация на останалите народи
Тази месианска идея се превръща в гръбнака на Мегали идея!
- Константинос Папаригопулос:

Завършва цялостната концепция за гръцката история, основаваща се на идеята за единство и неизменност на гръцката нация
Творчество: Петтомна история = официанла история на Гръцкото кралство = основа на гръцкия национализъм
Новото: въвежда термина елинизъм – използва го за обозначаване на всеки един период от историята на гърците
Елинизъм = елинизиране = асимилиране на „народите без национално съзнание“ (славяни, власи, албанци)
Основна цел: чрез идеята за гръцкия дух да докаже историческото предопределение на съвременния елинизъм да управлява Изтока
Така се въвежда един нов политически аспект на Мегали идея, чрез гръцкия национализъм се обосновава историческото и географско единство на нацията.
Елинизмът е оправданието за политическо присъединяване на сънародниците, останали извън кралство Гърция.
Ролята на езика и религията: инструменти на Мегали идея, призвани са да осъществят създаването на една въображаема ощност в рамките на Османската империя
- Павлос Каролидис:

През 1893 г. наследява Папаригополус като професор по история в Атинския университет
Говори за „вечната национална и морална сила на елинизма“, НО изследванията му са главно с политическа насоченост:
-Застъпват външнополитически теми от края XIX-XX в.
-Български църковен въпрос
-Проблемът с руското влияние в Света гора
-Македонският, тракийският и антиохийският въпрос
След външнополитическите неуспехи на Гърция, той предлага политика: „мъдра, достойна, консервативна“
Основна идея: съюз с Османската империя + съгласуване на действията с Вселенската патриаршия
Другата голяма тема в изследванията му: правата на елинизма върху по-голямата част от Мала Азия
Етнографски изследвания: опитва се да докаже чрез събрани обичаи и песни връзката на древния кападокийски език с гръцкия
- Николаос Политис:

Основна дейност: поставя завършен вид на гръцките етнографски изследвания
Основна цел: на база текстовия анализ на класически произведения цели да докаже древния произход на съвременните културни характеристики и следователно вътрешното единство на гръцката нация
Основна теория: чрез народния епос отъждествява месианските въжделения от поствизантийския период със стремежа за създаване на Велика Гърция
Църквата: игнорира нейната роля
Идеите му: напълно съвпадат с тези на гръцките политици, допринасят за налагането и разпространението на мита за духовното превъзходство на гръцката нация; тезата му превръща българите във вечния и най-опасен враг на елинизма (славянски носители)
- Ал. Маврокордатос:

Идеята за славянската опасност е формулирана в края на 40-те години и изразява страха на кралството от „панславизма“ на Русия.
След създаването на Българската Екзархия, българската държава се приема като абсолютно зло
Най-големи заслуги за изграждането на този образ има професора по право.
- Неоклис Казазис
Цел на историческите му изследвания: да докажат непрекъснатостта в развитието на елинизма, да потвърдят истинността на гръцките завоевателни претенции, които да бъдат международно признати
Политически елемент: в края на XIX в. Използва Македонския въпрос, за да даде основание за един програмен антибългаризъм
  - Пропагандираните от Казазис идеи са кулминация на консерватизма и романтизма, които през 50-те години на XIX в. Постепенно се налагат в гръцкото общество. Те са връхна точка, до която в края на XIX в. Стига гръцкия национализъм, вменен като свещен дълг на всеки грък.
  - Научните среди в Атина не просто подкрепят, а дори надхвърлят приоритетите и целите, които си поставя официалната гръцка политика!
  - Наблюдава се целенасочена политика на антибългаризъм в гръцкото общество като част от Мегали идея.

- Йон Драгумис

Основна характеристика на идеите му: трагизмът
Основна идея: отделяне на нацията от държавата; Призив: външната политика да се насочи към прагматизъм; Дейност: активно участие в борбата за Македония; Основна опасност: славяните (най-вече българите); Отношението му към турците: не са заплаха за елинизма
Мегали идея придобива всеобхватност над цялостния духовен климат в кралство Гърция в края на XIX-XX в. С нея се оправдава всеки вътрешен проблем, независимо дали е икономически, политически, езиков или социален, се поставя на заден план в името на вътрешното единство на нацията, което е необходимо за осъществяване на националната идея.

## По-демократично настроени представители на гръцкия интелектуален елит
Създадената атмосфера на национализъм и страх от „славянската опасност“ влияе и на техните възгледи:
- Стефанос Куманудис

Научни методи в изследователската му работа: държавата трябва да бъде „по-голяма, по-светска“
Отношението му към Византия и Църквата: отрицателно
Текущата политика: тези въпроси не го вълнуват
Идеята му: общобалканско сътрудничество, НО след 1885 г. отношението му се променя
Основна заплаха: България и Сърбия – необходимост от противопоставяне
- Александрос Рангавис

Идеята му: сътрудничество между гърци и славяни
Проблемът с Македония: най-добър изход като се създаде Албано-Македония
- Георгиос Филаретос

Радикализъм
Антимонархизъм
Демократични идеи
Привърженик на идеята за Велика Гърция
Основна идея: балканска федерация, която да се противопостави на Великите сили и Гърция да се наложи като покровител на останалите балкански народи

## Гръцка левица
Гръцките социалисти от края на XIX в. Отдават предпочитание към сициалните проблеми, докато националните заемат второстепенно място в идеите им
- Платон Драгулис

Основоположник на социализма в Гърция
Националния въпрос е подчинен на социалния
Основна идея: когато настъпи социална справедливост ще се реши и националния въпрос
Отношение към Македоския въпрос: когато в Гърция се създаде „обща справедливост“ ще се стигне и до „справедливо решение“
- Маринос Антипас:

Съчетава социалните искания с правата и защитата на елинизма
Теза: родина = народ
Политическа дейност: сражава се за присъединяване на Крит, подкрепя въстанието в Терасу
Отношение към Македонския въпрос: възгледите му стават все по-крайни, обвинява политиците
Пропагандата му: едновременно създаване на „една родина, включваща цялото човечество“ + защита на елинизма
Идеологията на гръцката левица в края на XIX в. И самото начало на XX в. Се оформя паралелно с господстващата идеология на националното обединение. Те обаче не успяват да оформят единна линия на левица по националните проблеми на страната.
В края на XIX в. и началото на XX в. учени, интелектуалци и политици допринасят за изграждането на всеобхватна национална митология, която механизмите на държавата налагат на гръцкото общество

## Партиите в Гърция и Мегали идеята
- Франкофилската партия

Приема, че гръцка е територията на Византийската империя
Клеомисис Икономос обяснява: „Обърнете погледа си към територията на тази империя.....Цялото Средиземноморие, Мала Азия, Тесалия, Епир, Македония, Йонийските острови, Сърбия, Тракия, България, Дакия, Сирия – всички тези славни провинции, всички тези велики части от гръцкия народ, кръвта на които през въстанието се сля с нашата като клетва за вечно и нерушимо единство, днес се обединява със свободна Гърция под под развятото знаме на нацията.“
Софианопулос пише: „Гърци, сународници! Тронът на султана е трон на Гърция. Пригответе се!“
Издигнатите цели на франкофилската партия е гръцкият народ да се противопостави на Високата Порта.
- Англофилската партия

Тя оформя друго идеологическо течение
Негов ръководител става Александрос Маврокордатос
Издигнати цели: Международното положение не благоприятства евентуалното разделяне на Турция, а самата Гърция не е подготвена за военни действия. Моментът би бил удобен при евентуална война с Русия срещу Османската империя или общо надигане на Сърбия, Българя и Босна. Затова сключването на търговски договор с Високата Порта само би улеснило контакта на гърците от кралството с поробените им братя.
Същевременно наложително е Гърция да уреди отношенията си с Патриаршията
Англофилската партия издига друга програма на действие. Крайните цели са същите, но пътят към тях се различава коренно от този, който сочат франкофилските среди.
- Руската партия

Политика през периода до Кримската война: В конфликт с Англия, Гърция се насочва постепенно към Русия.
Отон приема, че само Русия може да подпомогне страната в нейните национални аспирации. Русия би могла да се намеси и с това да улесни осъществяването на Мегали идея.
Мнозина политици си служат с Мегали идея за постигане на националния идеал. Същественото е да се изтъкне, че крайните цели са еднакви, но издигнатите програми за действие са коренно противоположни.

## Гръцката образователна система и Мегали идеята
Създават се училища специално за младежи от областите, останали под турска власт, дават се стипендии, приемат се за следване в Атина младежи и от други народности.

## Връзка между „Мегали идея“ и Църквата
Създава се афтокефална гръцка църква със седалище Атина, силно повлияна от светската власт.
Постепенно се възстановява единството с Патриаршията в името на националния идеал.
Раебилитацията на Патриаршията в името на Мегали идея води като последица и до изменяне отношенията към фанариотството.
От мисъл за освобождение и обединение на гърците, останали под владичеството, мегали идея се изпълва с ново съдържание, което цели до голяма степен възстановяване на Византия в нови съвременни форми, и се стига до изграждане на гръцка държава до река Дунав.
Така се стига до нов момент в историята на Гърция, свързан с изостряне на Източния въпрос и поставянето на цял комплекс от сложни национални проблеми.

## Външнополитически резултати за кралство Гърция от провеждане на „Мегали идея“
- Йонийските острови

По линията на своето териториално разширение Гърция постига само що се отнася до Йонийските острови. В началото на 60-те години тя активизира своята политика за реализиране на Мегали идея.
- Критски въпрос

Гръцката политика прави опит да предизвика въстание в Епир, Тесалия и Македония и по този начин да отвлече част от силите на Портата от Крит. До война не се стига. Причина за това имат Англия и Австрия. Подобни опити има и по време на Източната криза от 1875 – 1878 г.

## Общобалканско сътрудничество (сръбско-гръцки преговори)
1867 г. се водят сръбско-гръцки преговори за общи действия против Османската империя.
Гръцката Мегали идея и Сръбското начертание трудно се съгласуват помежду си. След дълги преговори е подписан съюз.
През февруари 1868 г. се подписва и специална военна конвенция.
До общи действия не се достига.